# Zweikampf-Europameisterschaft der Junioren 1967

Logo CEB (ausrichtender Verband)

Die Zweikampf-Europameisterschaft der Junioren 1967 war das erste Turnier in dieser Disziplin des Karambolagebillards und fand vom 20. bis zum 23. April 1967 in Orléans statt.

## Geschichte
Das Jugendturnier wurde vom Europäischen Billard-Verband CEB ab 1967 erstmals als Europameisterschaft durchgeführt. Es wurde ein Zweikampf mit den Disziplinen Freie Partie und Cadre 47/2 gespielt. Die Altersgrenze der Teilnehmer wurde auf 21 Jahre verkürzt.

## Modus
Gespielt wurde das ganze Turnier im Round Robin Modus.
1. PP = Partiepunkte
2. MP = Matchpunkte
3. VGD = Verhältnismäßiger Generaldurchschnitt
4. BVED = Bester Einzel Verhältnismäßiger Durchschnitt

Bei der Berechnung des VGD wurden die erzielten Punkte in folgender Weise berechnet:
Freie Partie: Distanz 250 Punkte (erzielte Punkte mal 1)
Cadre 47/2: Distanz 150 Punkte (erzielte Punkte mal 2)
Alle Aufnahmen wurden mal 1 gewertet.
In der Endtabelle wurden die erzielten Partiepunkte vor den Matchpunkten und dem VGD gewertet.

## Abschlusstabelle
| MP    | Match Points (Sieger = 2; Unentschieden = 1; Verlierer = 0) |
| Pkte. | Erzielte Karambolagen                                       |
| Aufn. | Benötigte Versuche                                          |
| GD    | Generaldurchschnitt                                         |
| BED   | Bester Einzeldurchschnitt eines Spielers                    |
| HS    | Höchstserie                                                 |
|       | Bester GD des Turniers                                      |
|       | Bester ED des Turniers                                      |
|       | Beste HS des Turniers                                       |
|       | 1. Platz (Gold)                                             |
|       | 2. Platz (Silber)                                           |
|       | 3. Platz (Bronze)                                           |

| Endklassement | Endklassement     | Endklassement | Endklassement | Endklassement | Endklassement | Endklassement | Endklassement |
| Platz         | Name              | PP            | MP            | Pkte.         | Aufn.         | VGD           | BVED          |
| ------------- | ----------------- | ------------- | ------------- | ------------- | ------------- | ------------- | ------------- |
| 1             | Florent de Jonghe | 28:4          | 14:2          | 4022          | 106           | 37,94         | 78,57         |
| 2             | Jean Bessems      | 24:8          | 12:4          | 3733          | 114           | 32,74         | 100,66        |
| 3             | Juan Renom        | 22:10         | 11:5          | 3744          | 98            | 38,20         | 91,66         |
| 4             | Alain Feuillatre  | 20:12         | 10:6          | 3492          | 170           | 20,54         | 39,28         |
| 5             | Francis Connesson | 18:14         | 9:7           | 3292          | 110           | 29,92         | 43,14         |
| 6             | Karl Wibiral      | 16:16         | 8:8           | 2820          | 143           | 19,72         | 43,70         |
| 7             | Sergio Vidotto    | 10:22         | 5:11          | 2428          | 184           | 13,19         | 22,91         |
| 8             | Mario Ribeiro     | 4:28          | 2:14          | 1838          | 202           | 9,09          | 17,18         |
| 9             | Alfonso Paganetti | 2:30          | 1:15          | 1914          | 181           | 10,57         | 40,57         |

## Disziplintabellen
| Platz                      | Name              | MP   | Pkte. | Aufn. | GD    | BED    | HS  | VGD   |
| -------------------------- | ----------------- | ---- | ----- | ----- | ----- | ------ | --- | ----- |
| 1                          | Juan Renom        | 14:2 | 1802  | 37    | 48,70 | 125,00 | 250 | 48,70 |
| 2                          | Florent de Jonghe | 12:4 | 1622  | 65    | 24,95 | 125,00 | 221 | 24,95 |
| 3                          | Alain Feuillatre  | 12:4 | 1742  | 83    | 20,98 | 50,00  | 223 | 20,98 |
| 4                          | Jean Bessems      | 10:6 | 1547  | 59    | 26,22 | 250,00 | 250 | 26,22 |
| 5                          | Francis Connesson | 8:8  | 1324  | 53    | 24,98 | 83,33  | 245 | 24,98 |
| 6                          | Karl Wibiral      | 8:8  | 1400  | 62    | 22,58 | 41,66  | 194 | 22,58 |
| 7                          | Sergio Vidotto    | 4:12 | 992   | 81    | 12,24 | 27,77  | 219 | 12,24 |
| 8                          | Alfonso Paganetti | 2:14 | 1042  | 83    | 12,55 | 125,00 | 250 | 12,55 |
| 9                          | Mario Ribeiro     | 2:14 | 854   | 113   | 7,55  | 13,88  | 61  | 7,55  |
| Turnierdurchschnitt: 19,37 |                   |      |       |       |       |        |     |       |

| Platz                      | Name              | MP   | Pkte. | Aufn. | GD    | BED    | HS  | VGD   |
| -------------------------- | ----------------- | ---- | ----- | ----- | ----- | ------ | --- | ----- |
| 1                          | Florent de Jonghe | 16:0 | 1200  | 41    | 29,26 | 50,00  | 147 | 58,53 |
| 2                          | Jean Bessems      | 14:2 | 1093  | 55    | 19,87 | 150,00 | 150 | 39,74 |
| 3                          | Francis Connesson | 10:6 | 984   | 57    | 17,26 | 30,00  | 126 | 34,52 |
| 4                          | Juan Renom        | 8:8  | 971   | 61    | 15,91 | 50,00  | 129 | 31,83 |
| 5                          | Alain Feuillatre  | 8:8  | 875   | 87    | 10,05 | 30,00  | 86  | 20,11 |
| 6                          | Karl Wibiral      | 8:8  | 710   | 81    | 8,76  | 18,75  | 48  | 17,53 |
| 7                          | Sergio Vidotto    | 6:10 | 718   | 103   | 6,97  | 10,00  | 63  | 13,94 |
| 8                          | Mario Ribeiro     | 2:14 | 492   | 89    | 5,52  | 10,71  | 47  | 11,05 |
| 9                          | Alfonso Paganetti | 0:16 | 436   | 98    | 4,44  | -      | 25  | 8,89  |
| Turnierdurchschnitt: 11,12 |                   |      |       |       |       |        |     |       |